# Тур ATP 2000
Тур ATP 2000 — елітний світовий тур тенісистів професіоналів, що проводиться Асоціацією Тенісистів Професіоналів (ATP) з січня до грудня 2000 року. Тур включав чотири турніри Великого шлему, Олімпійський турнір, Фінал ATP, тур ATP Мастерс, ATP International Series Gold, ATP International Series. Також до календаря були включені Кубок Девіса і Кубок Гопмана, які організувала міжнародна федерація тенісу (ITF), і за які не нараховувалися рейтингові пункти.

## Розклад турнірів
Легенда
| Турнір Великого Шолому        |
| Фінал Туру ATP                |
| Олімпійські ігри              |
| ATP Masters Series            |
| ATP International Series Gold |
| ATP International Series      |
| Командні змагання             |

### Січень
| Тиждень           | Турнір | Чемпіони | Фіналісти | Півфіналісти                                                                     | Чвертьфіналісти                                                 |
| ----------------- | --- | --- | --- | -------------------------------------------------------------------------------- | --------------------------------------------------------------- |
| 3 січня           | Hopman Cup Перт, Австралія Hopman Cup Тверде (i) – $900,000 – 8 teams (RR) | ПАР · 3–0 | Таїланд | Вибули у груповому турнірі (Група A) · Австрія · Австралія · Словаччина / Японія | Вибули у груповому турнірі (Група B) · Швеція · США · Бельгія   |
| 3 січня           | AAPT Championships Аделаїда, Австралія ATP International Series Тверде – $350,000 – 32S/16D Одиночний розряд – Парний розряд | Ллейтон Г'юїтт 3–6, 6–3, 6–2 | Томас Енквіст | Маґнус Норман Ніколя Ескюде                                                      | Себастьян Грожан Альберто Мартін Джейсон Столтенберг Тім Генман |
| 3 січня           | AAPT Championships Аделаїда, Австралія ATP International Series Тверде – $350,000 – 32S/16D Одиночний розряд – Парний розряд | Тодд Вудбрідж Марк Вудфорд 6–4, 6–2 | Ллейтон Г'юїтт Сендон Столл                                                                                              | Маґнус Норман Ніколя Ескюде                                                      | Себастьян Грожан Альберто Мартін Джейсон Столтенберг Тім Генман |
| 3 січня           | Gold Flake Open Ченнай, Індія ATP International Series Тверде – $430,000 – 32S/16D Одиночний розряд – Парний розряд | Жером Гольмар 6–3, 6–7(6–8), 6–3 | Маркус Ганчк | Мартін Дамм Седрік Пйолін                                                        | Лоренцо Манта Джеймі Дельгадо Туомас Кетола Давіде Сангінетті   |
| 3 січня           | Gold Flake Open Ченнай, Індія ATP International Series Тверде – $430,000 – 32S/16D Одиночний розряд – Парний розряд | Жюльєн Бутте Крістоф Рохус 7–5, 6–1 | Саурав Панджа Срінатх Прахлад                                                                                            | Мартін Дамм Седрік Пйолін                                                        | Лоренцо Манта Джеймі Дельгадо Туомас Кетола Давіде Сангінетті   |
| 3 січня           | Qatar ExxonMobil Open Доха, Катар ATP International Series Тверде – $1,000,000 – 32S/16D Одиночний розряд – Парний розряд | Фабріс Санторо 3–6, 7–5, 3–0 retired | Райнер Шуттлер | Ніколас Кіфер Юнес Ель-Айнауї                                                    | Шенг Схалкен Жорж Бастл Мікаель Тільстрем Максим Мирний         |
| 3 січня           | Qatar ExxonMobil Open Доха, Катар ATP International Series Тверде – $1,000,000 – 32S/16D Одиночний розряд – Парний розряд | Марк Ноулз Максим Мирний 6–3, 6–4 | Алекс О'Браєн Джаред Палмер                                                                                              | Ніколас Кіфер Юнес Ель-Айнауї                                                    | Шенг Схалкен Жорж Бастл Мікаель Тільстрем Максим Мирний         |
| 10 січня          | Heineken Open Окленд (Нова Зеландія), Нова Зеландія ATP International Series Тверде – $350,000 – 32S/16D Одиночний розряд – Парний розряд | Маґнус Норман 3–6, 6–3, 7–5 | Майкл Чанг | Жоан Бальсельс Гастон Гаудіо                                                     | Хуан Карлос Ферреро Магнус Густафссон Шенг Схалкен Марк Россе   |
| 10 січня          | Heineken Open Окленд (Нова Зеландія), Нова Зеландія ATP International Series Тверде – $350,000 – 32S/16D Одиночний розряд – Парний розряд | Елліс Феррейра Рік Ліч 7–5, 6–4 | Олів'є Делетр Джефф Таранго                                                                                              | Жоан Бальсельс Гастон Гаудіо                                                     | Хуан Карлос Ферреро Магнус Густафссон Шенг Схалкен Марк Россе   |
| 10 січня          | Adidas International Сідней, Австралія ATP International Series Тверде – $350,000 – 32S/16D Одиночний розряд – Парний розряд | Ллейтон Г'юїтт 6–4, 6–0 | Джейсон Столтенберг | Алекс Корретха Іван Любичич                                                      | Адріан Войня Ктіслав Доседель Кароль Кучера Ніколас Лапентті    |
| 10 січня          | Adidas International Сідней, Австралія ATP International Series Тверде – $350,000 – 32S/16D Одиночний розряд – Парний розряд | Тодд Вудбрідж Марк Вудфорд 7–5, 6–4 | Ллейтон Г'юїтт Сендон Столл                                                                                              | Алекс Корретха Іван Любичич                                                      | Адріан Войня Ктіслав Доседель Кароль Кучера Ніколас Лапентті    |
| 17 січня 24 січня | Відкритий чемпіонат Австралії з тенісу Мельбурн, Австралія Grand Slam Тверде – $6,000,000 128S/64D/32X Одиночний розряд – Парний розряд Мікст | Андре Агассі 3–6, 6–3, 6–2, 6–4 | Євген Кафельников | Піт Сампрас Маґнус Норман                                                        | Хішам Аразі Кріс Вудруфф Ніколас Кіфер Юнес Ель-Айнауї          |
| 17 січня 24 січня | Відкритий чемпіонат Австралії з тенісу Мельбурн, Австралія Grand Slam Тверде – $6,000,000 128S/64D/32X Одиночний розряд – Парний розряд Мікст | Елліс Феррейра Рік Ліч 6–4, 3–6, 6–3, 3–6, 18–16 | Вейн Блек Ендрю Кратцманн                                                                                                | Піт Сампрас Маґнус Норман                                                        | Хішам Аразі Кріс Вудруфф Ніколас Кіфер Юнес Ель-Айнауї          |
| 17 січня 24 січня | Відкритий чемпіонат Австралії з тенісу Мельбурн, Австралія Grand Slam Тверде – $6,000,000 128S/64D/32X Одиночний розряд – Парний розряд Мікст | Джаред Палмер Ренне Стаббс 7–5, 7–6(7–3) | Тодд Вудбрідж Аранча Санчес Вікаріо                                                                                      | Піт Сампрас Маґнус Норман                                                        | Хішам Аразі Кріс Вудруфф Ніколас Кіфер Юнес Ель-Айнауї          |
| 31 січня          | Davis Cup first round Хараре, Зімбабве – hard (i) Острава, Чехія – clay (i) Мурсія, Іспанія – clay Moscow, Росія – carpet (i) Братислава, Словаччина – carpet (i) Флоріанополіс, Бразилія – clay Лейпциг, Німеччина – carpet (i) Женева, Швейцарія – carpet (i) | Переможці першого раунду · Сполучені Штати Америки 3–2 · Чехія 4–1 · Іспанія 4–1 · Росія 4–1 · Словаччина 3–2 · Бразилія 4–1 · Німеччина 4–1 · Австралія 3–2 | Переможені у першому раунді · Зімбабве · Велика Британія · Італія · Бельгія · Австрія · Франція · Нідерланди · Швейцарія |                                                                                  |                                                                 |

### Лютий
| Тиждень   | Турнір | Чемпіони                                                   | Фіналісти                                | Півфіналісти                    | Чвертьфіналісти                                                    |
| --------- | --- | ---------------------------------------------------------- | ---------------------------------------- | ------------------------------- | ------------------------------------------------------------------ |
| 7 лютого  | Dubai Tennis Championships Дубай, Об'єднані Арабські Емірати ATP International Series Тверде – $1,000,000 – 32S/16D Одиночний розряд – Парний розряд  | Ніколас Кіфер 7–5, 4–6, 6–3                                | Хуан Карлос Ферреро                      | Альберт Коста Карім Аламі       | Жером Гольмар Юнес Ель-Айнауї Фелікс Мантілья Їржі Новак           |
| 7 лютого  | Dubai Tennis Championships Дубай, Об'єднані Арабські Емірати ATP International Series Тверде – $1,000,000 – 32S/16D Одиночний розряд – Парний розряд  | Їржі Новак Давід Рікл 6–2, 7–5                             | Роббі Куніґ Петер Трамаккі               | Альберт Коста Карім Аламі       | Жером Гольмар Юнес Ель-Айнауї Фелікс Мантілья Їржі Новак           |
| 7 лютого  | Open 13 Марсель, Франція ATP International Series Тверде (i) – $500,000 – 32S/16D Одиночний розряд – Парний розряд                                    | Марк Россе 2–6, 6–3, 7–6(7–5)                              | Роджер Федерер                           | Фабріс Санторо Себастьян Грожан | Іван Любичич Тьєррі Гвардьйола Андреас Вінчігерра Горан Іванишевич |
| 7 лютого  | Open 13 Марсель, Франція ATP International Series Тверде (i) – $500,000 – 32S/16D Одиночний розряд – Парний розряд                                    | Сімон Аспелін Юган Ландсберг 7–6(7–2), 6–4                 | Хуан Ігнасіо Карраско Хайро Веласко мол. | Фабріс Санторо Себастьян Грожан | Іван Любичич Тьєррі Гвардьйола Андреас Вінчігерра Горан Іванишевич |
| 7 лютого  | Sybase Open Сан-Хосе, США ATP International Series Тверде (i) – $375,000 – 32S/16D Одиночний розряд – Парний розряд                                   | Марк Філіппуссіс 7–5, 4–6, 6–3                             | Мікаель Тільстрем                        | Вейн Феррейра Джим Кур'є        | Магнус Ларссон Майкл Чанг Пол Голдстейн Джастін Гімелстоб          |
| 7 лютого  | Sybase Open Сан-Хосе, США ATP International Series Тверде (i) – $375,000 – 32S/16D Одиночний розряд – Парний розряд                                   | Ян-Майкл Гембілл Скотт Гамфріс 6–1, 6–4                    | Лукас Арнольд Кер Ерік Тайно             | Вейн Феррейра Джим Кур'є        | Магнус Ларссон Майкл Чанг Пол Голдстейн Джастін Гімелстоб          |
| 14 лютого | Kroger St. Jude International Мемфіс, США ATP International Series Gold Тверде (i) – $800,000 – 48S/24D Одиночний розряд – Парний розряд              | Магнус Ларссон 6–2, 1–6, 6–3                               | Байрон Блек                              | Андре Са Томмі Гаас             | Райнер Шуттлер Саргис Саргсян Майкл Чанг Вейн Феррейра             |
| 14 лютого | Kroger St. Jude International Мемфіс, США ATP International Series Gold Тверде (i) – $800,000 – 48S/24D Одиночний розряд – Парний розряд              | Джастін Гімелстоб Себастьян Ларо 6–2, 6–4                  | Джим Грабб Річі Ренеберг                 | Андре Са Томмі Гаас             | Райнер Шуттлер Саргис Саргсян Майкл Чанг Вейн Феррейра             |
| 14 лютого | ABN AMRO World Tennis Tournament Роттердам, Нідерланди ATP International Series Gold Тверде (i) – $850,000 – 32S/16D Одиночний розряд – Парний розряд | Седрік Пйолін 6–7(3–7), 6–4, 7–6(7–4)                      | Тім Генман                               | Євген Кафельников Жером Гольмар | Грег Руседскі Домінік Хрбати Маґнус Норман Ніколас Кіфер           |
| 14 лютого | ABN AMRO World Tennis Tournament Роттердам, Нідерланди ATP International Series Gold Тверде (i) – $850,000 – 32S/16D Одиночний розряд – Парний розряд | Девід Адамс Джон-Лаффньє де Ягер 5–7, 6–2, 6–3             | Тім Генман Євген Кафельников             | Євген Кафельников Жером Гольмар | Грег Руседскі Домінік Хрбати Маґнус Норман Ніколас Кіфер           |
| 21 лютого | AXA Cup London, Велика Британія ATP International Series Gold Тверде (i) – $800,000 – 32S/16D Одиночний розряд – Парний розряд                        | Марк Россе 6–4, 6–4                                        | Євген Кафельников                        | Грег Руседскі Томас Енквіст     | Фабріс Санторо Маріано Сабалета Седрік Пйолін Роджер Федерер       |
| 21 лютого | AXA Cup London, Велика Британія ATP International Series Gold Тверде (i) – $800,000 – 32S/16D Одиночний розряд – Парний розряд                        | Девід Адамс Джон-Лаффньє де Ягер 6–3, 6–7(7–9), 7–6(13–11) | Ян-Майкл Гембілл Скотт Гамфріс           | Грег Руседскі Томас Енквіст     | Фабріс Санторо Маріано Сабалета Седрік Пйолін Роджер Федерер       |
| 21 лютого | Abierto Mexicano de Tenis Pegaso Мехіко, Мексика ATP International Series Gold Ґрунт – $800,000 – 32S/16D Одиночний розряд – Парний розряд            | Хуан Ігнасіо Чела 6–4, 7–6(7–4)                            | Маріано Пуерта                           | Штефан Коубек Франко Скілларі   | Маркус Ганчк Гастон Гаудіо Гільєрмо Каньяс Ніколас Лапентті        |
| 21 лютого | Abierto Mexicano de Tenis Pegaso Мехіко, Мексика ATP International Series Gold Ґрунт – $800,000 – 32S/16D Одиночний розряд – Парний розряд            | Байрон Блек Доналд Джонсон 6–3, 7–5                        | Гастон Етліс Мартін Родрігес             | Штефан Коубек Франко Скілларі   | Маркус Ганчк Гастон Гаудіо Гільєрмо Каньяс Ніколас Лапентті        |
| 28 лютого | Copenhagen Open Копенгаген, Данія ATP International Series Тверде (i) – $350,000 – 32S/16D Одиночний розряд – Парний розряд                           | Андреас Вінчігерра 6–3, 7–6(7–5)                           | Магнус Ларссон                           | Марат Сафін Роджер Федерер      | Йонас Бйоркман Мартін Дамм Іван Любичич Джанлука Поцці             |
| 28 лютого | Copenhagen Open Копенгаген, Данія ATP International Series Тверде (i) – $350,000 – 32S/16D Одиночний розряд – Парний розряд                           | Мартін Дамм Давід Пріносіл 6–1, 5–7, 7–5                   | Йонас Бйоркман Себастьян Ларо            | Марат Сафін Роджер Федерер      | Йонас Бйоркман Мартін Дамм Іван Любичич Джанлука Поцці             |
| 28 лютого | Citrix Tennis Championships Делрей-Біч, США ATP International Series Тверде – $350,000 – 32S2/16D Одиночний розряд – Парний розряд                    | Штефан Коубек 6–1, 4–6, 6–4                                | Алекс Калатрава                          | Пол Голдстейн Річард Фромберг   | Патрік Рафтер Кріс Вудруфф Андре Са Джастін Гімелстоб              |
| 28 лютого | Citrix Tennis Championships Делрей-Біч, США ATP International Series Тверде – $350,000 – 32S2/16D Одиночний розряд – Парний розряд                    | Браян Макфі Ненад Зімоньїч 7–5, 6–4                        | Джошуа Ігл Ендрю Флорент                 | Пол Голдстейн Річард Фромберг   | Патрік Рафтер Кріс Вудруфф Андре Са Джастін Гімелстоб              |
| 28 лютого | Chevrolet Cup Сантьяго, Чилі ATP International Series Ґрунт – $375,000 – 32S/16D Одиночний розряд – Парний розряд                                     | Густаво Куертен 7–6(7–3), 6–3                              | Маріано Пуерта                           | Альберт Портас Гастон Гаудіо    | Агустін Кальєрі Маріано Худ Фернандо Вісенте Богдан Уліграх        |
| 28 лютого | Chevrolet Cup Сантьяго, Чилі ATP International Series Ґрунт – $375,000 – 32S/16D Одиночний розряд – Парний розряд                                     | Густаво Куертен Антоніо Пріето 6–2, 6–4                    | Лен Бейл Піт Норвал                      | Альберт Портас Гастон Гаудіо    | Агустін Кальєрі Маріано Худ Фернандо Вісенте Богдан Уліграх        |

### Березень
| Тиждень               | Турнір | Чемпіони                                           | Фіналісти                       | Півфіналісти                      | Чвертьфіналісти                                               |
| --------------------- | --- | -------------------------------------------------- | ------------------------------- | --------------------------------- | ------------------------------------------------------------- |
| 6 березня             | Cerveza Club Colombia Open Богота, Колумбія ATP International Series Ґрунт – $375,000 – 32S/16D Одиночний розряд – Qualifying – Парний розряд | Маріано Пуерта 6–4, 7–6(7–5)                       | Юнес Ель-Айнауї                 | Густаво Куертен Фернандо Вісенте  | Маркус Ганчк Фелікс Мантілья Арно Ді Паскуале Альберт Портас  |
| 6 березня             | Cerveza Club Colombia Open Богота, Колумбія ATP International Series Ґрунт – $375,000 – 32S/16D Одиночний розряд – Qualifying – Парний розряд | Пабло Альбано Лукас Арнольд Кер 7–6(7–4), 1–6, 6–2 | Жоан Бальсельс Маурісіо Хадад   | Густаво Куертен Фернандо Вісенте  | Маркус Ганчк Фелікс Мантілья Арно Ді Паскуале Альберт Портас  |
| 6 березня             | Franklin Templeton Tennis Classic Скоттдейл, США ATP International Series Тверде – $375,000 – 32S/16D Одиночний розряд – Парний розряд        | Ллейтон Г'юїтт 6–4, 7–6(7–2)                       | Тім Генман                      | Хуан Карлос Ферреро Альберт Коста | Франсіско Клавет Марсело Ріос Ніколас Лапентті Алекс Корретха |
| 6 березня             | Franklin Templeton Tennis Classic Скоттдейл, США ATP International Series Тверде – $375,000 – 32S/16D Одиночний розряд – Парний розряд        | Джаред Палмер Річі Ренеберг 6–3, 7–5               | Патрік Гелбрайт Девід Макферсон | Хуан Карлос Ферреро Альберт Коста | Франсіско Клавет Марсело Ріос Ніколас Лапентті Алекс Корретха |
| 13 березня            | Мастерс Індіан-Веллс Індіан-Веллс, США Tennis Masters Series Тверде – $2,950,000 – 64S/32D Одиночний розряд – Парний розряд                   | Алекс Корретха 6–4, 6–4, 6–3                       | Томас Енквіст                   | Ніколас Лапентті Марк Філіппуссіс | Хішам Аразі Маґнус Норман Шенг Схалкен Піт Сампрас            |
| 13 березня            | Мастерс Індіан-Веллс Індіан-Веллс, США Tennis Masters Series Тверде – $2,950,000 – 64S/32D Одиночний розряд – Парний розряд                   | Джаред Палмер Алекс О'Браєн 6–4, 7–6(7–5)          | Паул Гаргейс Сендон Столл       | Ніколас Лапентті Марк Філіппуссіс | Хішам Аразі Маґнус Норман Шенг Схалкен Піт Сампрас            |
| 20 березня 27 березня | Ericsson Open Кі-Біскейн, США Tennis Masters Series Тверде – $3,200,000 – 96S/48D Одиночний розряд – Парний розряд                            | Піт Сампрас 6–1, 6–7(2–7), 7–6(7–5), 7–6(10–8)     | Густаво Куертен                 | Андре Агассі Ллейтон Г'юїтт       | Тім Генман Вейн Феррейра Ян-Майкл Гембілл Ніколас Лапентті    |
| 20 березня 27 березня | Ericsson Open Кі-Біскейн, США Tennis Masters Series Тверде – $3,200,000 – 96S/48D Одиночний розряд – Парний розряд                            | Тодд Вудбрідж Марк Вудфорд 6–3, 6–4                | Мартін Дамм Домінік Хрбати      | Андре Агассі Ллейтон Г'юїтт       | Тім Генман Вейн Феррейра Ян-Майкл Гембілл Ніколас Лапентті    |

### Квітень
| Тиждень   | Турнір | Чемпіони                                                                                           | Фіналісти                                                           | Півфіналісти                     | Чвертьфіналісти                                                |
| --------- | --- | -------------------------------------------------------------------------------------------------- | ------------------------------------------------------------------- | -------------------------------- | -------------------------------------------------------------- |
| 3 квітня  | 2000 Davis Cup Quarterfinals Los Angeles, США – hard (i) Малага, Іспанія – clay Ріо-де-Жанейро, Бразилія – clay Аделаїда, Австралія – grass                    | Переможці чвертьфіналів · Сполучені Штати Америки 3–2 · Іспанія 4–1 · Бразилія 3–2 · Австралія 3–2 | Переможені у чвертьфіналах · Чехія · Росія · Словаччина · Німеччина |                                  |                                                                |
| 10 квітня | Galleryfurniture.com Tennis Challenge Атланта, США ATP International Series Ґрунт – $375,000 – 32S/16D Одиночний розряд – Парний розряд Main Draw - Qualifying | Андреу Іліє 6–3, 7–5                                                                               | Джейсон Столтенберг                                                 | Джефф Таранго Майкл Чанг         | Їржі Ванек Ніколас Массу Кріс Вудруфф Штефан Коубек            |
| 10 квітня | Galleryfurniture.com Tennis Challenge Атланта, США ATP International Series Ґрунт – $375,000 – 32S/16D Одиночний розряд – Парний розряд Main Draw - Qualifying | Елліс Феррейра Рік Ліч 6–3, 6–4                                                                    | Джастін Гімелстоб Марк Ноулз                                        | Джефф Таранго Майкл Чанг         | Їржі Ванек Ніколас Массу Кріс Вудруфф Штефан Коубек            |
| 10 квітня | Grand Prix Hassan II Касабланка, Марокко ATP International Series Ґрунт – $350,000 – 32S/16D Одиночний розряд – Парний розряд                                  | Фернандо Вісенте 6–4, 4–6, 7–6(7–3)                                                                | Себастьян Грожан                                                    | Маріано Пуерта Арно Ді Паскуале  | Юнес Ель-Айнауї Серхі Бругера Хішам Аразі Андреас Вінчігерра   |
| 10 квітня | Grand Prix Hassan II Касабланка, Марокко ATP International Series Ґрунт – $350,000 – 32S/16D Одиночний розряд – Парний розряд                                  | Арно Клеман Себастьян Грожан 7–6(7–4), 6–2                                                         | Ларс Бургсмюллер Ендрю Пейнтер                                      | Маріано Пуерта Арно Ді Паскуале  | Юнес Ель-Айнауї Серхі Бругера Хішам Аразі Андреас Вінчігерра   |
| 10 квітня | Estoril Open Оейраш, Португалія ATP International Series Ґрунт – $625,000 – 32S/16D Одиночний розряд – Парний розряд                                           | Карлос Моя 6–3, 6–2                                                                                | Франсіско Клавет                                                    | Ніколас Лапентті Андрій Медведєв | Ніколя Ескюде Хуан Карлос Ферреро Тім Генман Богдан Уліграх    |
| 10 квітня | Estoril Open Оейраш, Португалія ATP International Series Ґрунт – $625,000 – 32S/16D Одиночний розряд – Парний розряд                                           | Доналд Джонсон Піт Норвал 6–4, 7–5                                                                 | Девід Адамс Джошуа Ігл                                              | Ніколас Лапентті Андрій Медведєв | Ніколя Ескюде Хуан Карлос Ферреро Тім Генман Богдан Уліграх    |
| 17 квітня | Monte Carlo Open Рокбрюн-Кап-Мартен, Франція Tennis Masters Series Ґрунт – $2,950,000 – 64S/32D Одиночний розряд – Парний розряд                               | Седрік Пйолін 6–4, 7–6(7–3), 7–6(8–6)                                                              | Домінік Хрбати                                                      | Гастон Гаудіо Карім Аламі        | Алекс Корретха Хуан Карлос Ферреро Альберт Коста Кароль Кучера |
| 17 квітня | Monte Carlo Open Рокбрюн-Кап-Мартен, Франція Tennis Masters Series Ґрунт – $2,950,000 – 64S/32D Одиночний розряд – Парний розряд                               | Вейн Феррейра Євген Кафельников 6–3, 2–6, 6–1                                                      | Паул Гаргейс Сендон Столл                                           | Гастон Гаудіо Карім Аламі        | Алекс Корретха Хуан Карлос Ферреро Альберт Коста Кароль Кучера |
| 24 квітня | Torneo Godó Барселона, Іспанія ATP International Series Gold Ґрунт – $1,000,000 – 56S/28D Одиночний розряд – Парний розряд                                     | Марат Сафін 6–3, 6–3, 6–4                                                                          | Хуан Карлос Ферреро                                                 | Карлос Моя Маґнус Норман         | Томмі Гаас Марсело Ріос Ніколас Лапентті Юнес Ель-Айнауї       |
| 24 квітня | Torneo Godó Барселона, Іспанія ATP International Series Gold Ґрунт – $1,000,000 – 56S/28D Одиночний розряд – Парний розряд                                     | Ніклас Культі Мікаель Тільстрем 6–2, 6–7(2–7), 7–6(7–5)                                            | Паул Гаргейс Сендон Столл                                           | Карлос Моя Маґнус Норман         | Томмі Гаас Марсело Ріос Ніколас Лапентті Юнес Ель-Айнауї       |

### Травень
| Тиждень            | Турнір | Чемпіони                                                | Фіналісти                        | Півфіналісти                                              | Чвертьфіналісти                                               |
| ------------------ | --- | ------------------------------------------------------- | -------------------------------- | --------------------------------------------------------- | ------------------------------------------------------------- |
| 1 травня           | Majorca Open Майорка, Іспанія ATP International Series Ґрунт – $500,000 – 32S/16D Одиночний розряд – Парний розряд                                                       | Марат Сафін 6–4, 6–3                                    | Мікаель Тільстрем                | Гало Бланко Маріано Пуерта                                | Хуан Ігнасіо Чела Карлос Моя Альберто Мартін Альберт Портас   |
| 1 травня           | Majorca Open Майорка, Іспанія ATP International Series Ґрунт – $500,000 – 32S/16D Одиночний розряд – Парний розряд                                                       | Мікаель Льодра Дієго Наргісо 7–6(7–2), 7–6(7–3)         | Альберто Мартін Фернандо Вісенте | Гало Бланко Маріано Пуерта                                | Хуан Ігнасіо Чела Карлос Моя Альберто Мартін Альберт Портас   |
| 1 травня           | BMW Open Мюнхен, Німеччина ATP International Series Ґрунт – $400,000 – 32S/16D Одиночний розряд – Парний розряд                                                          | Франко Скілларі 6–4, 6–4                                | Томмі Гаас                       | Томас Енквіст Максим Мирний                               | Їржі Новак Федеріко Бровне Фернандо Мелігені Юнес Ель-Айнауї  |
| 1 травня           | BMW Open Мюнхен, Німеччина ATP International Series Ґрунт – $400,000 – 32S/16D Одиночний розряд – Парний розряд                                                          | Девід Адамс Джон-Лаффньє де Ягер 6–4, 6–4               | Максим Мирний Ненад Зімоньїч     | Томас Енквіст Максим Мирний                               | Їржі Новак Федеріко Бровне Фернандо Мелігені Юнес Ель-Айнауї  |
| 1 травня           | U.S. Men's Clay Court Championships Орландо, США ATP International Series Ґрунт – $350,000 – 32S/16D Одиночний розряд – Парний розряд                                    | Фернандо Гонсалес 6–2, 6–3                              | Ніколас Массу                    | Мартін Родрігес Рамон Дельгадо                            | Парадорн Шрічапхан Їржі Ванек Джанлука Поцці Маркус Ганчк     |
| 1 травня           | U.S. Men's Clay Court Championships Орландо, США ATP International Series Ґрунт – $350,000 – 32S/16D Одиночний розряд – Парний розряд                                    | Леандер Паес Ян Сімерінк 6–3, 6–4                       | Джастін Гімелстоб Себастьян Ларо | Мартін Родрігес Рамон Дельгадо                            | Парадорн Шрічапхан Їржі Ванек Джанлука Поцці Маркус Ганчк     |
| 8 травня           | Italian Open 2000 Rome, Італія Tennis Masters Series Ґрунт – $2,950,000 – 64S/32D Одиночний розряд – Парний розряд                                                       | Маґнус Норман 6–3, 4–6, 6–4, 6–4                        | Густаво Куертен                  | Алекс Корретха Ллейтон Г'юїтт                             | Домінік Хрбати Альберт Коста Фелікс Мантілья Маріано Пуерта   |
| 8 травня           | Italian Open 2000 Rome, Італія Tennis Masters Series Ґрунт – $2,950,000 – 64S/32D Одиночний розряд – Парний розряд                                                       | Мартін Дамм Домінік Хрбати 6–4, 4–6, 6–3                | Вейн Феррейра Євген Кафельников  | Алекс Корретха Ллейтон Г'юїтт                             | Домінік Хрбати Альберт Коста Фелікс Мантілья Маріано Пуерта   |
| 15 травня          | Hamburg Masters Гамбург, Німеччина Tennis Masters Series Ґрунт – $2,950,000 – 64S/32D Одиночний розряд – Парний розряд                                                   | Густаво Куертен 6–4, 5–7, 6–4, 5–7, 7–6(7–3)            | Марат Сафін                      | Андрей Павел Марсело Ріос                                 | Маріано Сабалета Маґнус Норман Седрік Пйолін Франсіско Клавет |
| 15 травня          | Hamburg Masters Гамбург, Німеччина Tennis Masters Series Ґрунт – $2,950,000 – 64S/32D Одиночний розряд – Парний розряд                                                   | Тодд Вудбрідж Марк Вудфорд 6–7(4–7), 6–4, 6–3           | Вейн Артурс Сендон Столл         | Андрей Павел Марсело Ріос                                 | Маріано Сабалета Маґнус Норман Седрік Пйолін Франсіско Клавет |
| 22 травня          | Peugeot ATP World Team Championship Дюссельдорф, Німеччина ATP World Team Турнір Ґрунт – $1,900,000 – 8 teams (RR) Results                                               | Словаччина 3–0                                          | Росія                            | Раунд-robin losers (Red group) · Швеція · США · Німеччина | Раунд-robin losers (Blue group) · Австралія · Іспанія · Чилі  |
| 22 травня          | Internationaler Raiffeisen Grand Prix Санкт-Пельтен, Австрія ATP International Series Ґрунт – $425,000 – 32S/16D Одиночний розряд – Парний розряд Main Draw - Qualifying | Андрей Павел 7–5, 3–6, 6–2                              | Андреу Іліє                      | Альберт Портас Хуан Антоніо Марін                         | Гало Бланко Андрій Медведєв Маркус Хіпфль Джефф Таранго       |
| 22 травня          | Internationaler Raiffeisen Grand Prix Санкт-Пельтен, Австрія ATP International Series Ґрунт – $425,000 – 32S/16D Одиночний розряд – Парний розряд Main Draw - Qualifying | Магеш Бгупаті Ендрю Кратцманн 7–6(12–10), 6–7(2–7), 6–4 | Андреа Гауденці Дієго Наргісо    | Альберт Портас Хуан Антоніо Марін                         | Гало Бланко Андрій Медведєв Маркус Хіпфль Джефф Таранго       |
| 29 травня 5 червня | Відкритий чемпіонат Франції з тенісу Paris, Франція Grand Slam Ґрунт – $4,526,942 128S/64D/48X Одиночний розряд – Парний розряд Мікст                                    | Густаво Куертен 6–2, 6–3, 2–6, 7–6(8–6)                 | Маґнус Норман                    | Франко Скілларі Хуан Карлос Ферреро                       | Альберт Коста Марат Сафін Євген Кафельников Алекс Корретха    |
| 29 травня 5 червня | Відкритий чемпіонат Франції з тенісу Paris, Франція Grand Slam Ґрунт – $4,526,942 128S/64D/48X Одиночний розряд – Парний розряд Мікст                                    | Тодд Вудбрідж Марк Вудфорд 7–6(9–7), 6–4                | Паул Гаргейс Сендон Столл        | Франко Скілларі Хуан Карлос Ферреро                       | Альберт Коста Марат Сафін Євген Кафельников Алекс Корретха    |
| 29 травня 5 червня | Відкритий чемпіонат Франції з тенісу Paris, Франція Grand Slam Ґрунт – $4,526,942 128S/64D/48X Одиночний розряд – Парний розряд Мікст                                    | Девід Адамс Маріан де Свардт 6–3, 3–6, 6–3              | Тодд Вудбрідж Ренне Стаббс       | Франко Скілларі Хуан Карлос Ферреро                       | Альберт Коста Марат Сафін Євген Кафельников Алекс Корретха    |

### Червень
| Тиждень           | Турнір | Чемпіони                                           | Фіналісти                    | Півфіналісти                     | Чвертьфіналісти                                               |
| ----------------- | --- | -------------------------------------------------- | ---------------------------- | -------------------------------- | ------------------------------------------------------------- |
| 12 червня         | Gerry Weber Open Галле, Німеччина ATP International Series Трава – $1,000,000 – 32S/16D Одиночний розряд – Парний розряд                 | Давід Пріносіл 6–3, 6–2                            | Ріхард Крайчек               | Євген Кафельников Майкл Чанг     | Ніколя Ескюде Ніколас Лапентті Роджер Федерер Ніколас Кіфер   |
| 12 червня         | Gerry Weber Open Галле, Німеччина ATP International Series Трава – $1,000,000 – 32S/16D Одиночний розряд – Парний розряд                 | Ніклас Культі Мікаель Тільстрем 7–6(7–4), 7–6(7–4) | Магеш Бгупаті Давід Пріносіл | Євген Кафельников Майкл Чанг     | Ніколя Ескюде Ніколас Лапентті Роджер Федерер Ніколас Кіфер   |
| 12 червня         | Stella Artois Championships London, Велика Британія ATP International Series Трава – $800,000 – 56S/28D Одиночний розряд – Парний розряд | Ллейтон Г'юїтт 6–4, 6–4                            | Піт Сампрас                  | Джанлука Поцці Давіде Сангінетті | Марат Сафін Седрік Пйолін Андрей Павел Боб Браян              |
| 12 червня         | Stella Artois Championships London, Велика Британія ATP International Series Трава – $800,000 – 56S/28D Одиночний розряд – Парний розряд | Тодд Вудбрідж Марк Вудфорд 6–7(5–7), 6–3, 7–6(7–1) | Джонатан Старк Ерік Тайно    | Джанлука Поцці Давіде Сангінетті | Марат Сафін Седрік Пйолін Андрей Павел Боб Браян              |
| 19 червня         | Heineken Trophy Гертогенбос, Нідерланди ATP International Series Трава – $400,000 – 32S/16D Одиночний розряд – Парний розряд             | Патрік Рафтер 6–1, 6–3                             | Ніколя Ескюде                | Мартін Дамм Майкл Чанг           | Магнус Густафссон Карім Аламі Карстен Браш Франсіско Клавет   |
| 19 червня         | Heineken Trophy Гертогенбос, Нідерланди ATP International Series Трава – $400,000 – 32S/16D Одиночний розряд – Парний розряд             | Мартін Дамм Цирил Сук 6–4, 6–7(5–7), 7–6(7–5)      | Паул Гаргейс Сендон Столл    | Мартін Дамм Майкл Чанг           | Магнус Густафссон Карім Аламі Карстен Браш Франсіско Клавет   |
| 19 червня         | Nottingham Open Ноттінгем, Велика Британія ATP International Series Трава – $375,000 – 32S/16D Одиночний розряд – Парний розряд          | Себастьян Грожан 7–6(9–7), 6–3                     | Байрон Блек                  | Ян-Майкл Гембілл Йонас Бйоркман  | Арвінд Пармар Джанлука Поцці Вейн Феррейра Річард Фромберг    |
| 19 червня         | Nottingham Open Ноттінгем, Велика Британія ATP International Series Трава – $375,000 – 32S/16D Одиночний розряд – Парний розряд          | Доналд Джонсон Піт Норвал 1–6, 6–4, 6–3            | Елліс Феррейра Рік Ліч       | Ян-Майкл Гембілл Йонас Бйоркман  | Арвінд Пармар Джанлука Поцці Вейн Феррейра Річард Фромберг    |
| 26 червня 3 липня | Вімблдонський турнір London, Велика Британія Grand Slam Трава – $6,000,000 128S/64D/64X Одиночний розряд – Парний розряд Мікст           | Піт Сампрас 6–7(10–12), 7–6(7–5), 6–4, 6–2         | Патрік Рафтер                | Володимир Волчков Андре Агассі   | Ян-Майкл Гембілл Байрон Блек Александер Попп Марк Філіппуссіс |
| 26 червня 3 липня | Вімблдонський турнір London, Велика Британія Grand Slam Трава – $6,000,000 128S/64D/64X Одиночний розряд – Парний розряд Мікст           | Тодд Вудбрідж Марк Вудфорд 6–3, 6–4, 6–1           | Паул Гаргейс Сендон Столл    | Володимир Волчков Андре Агассі   | Ян-Майкл Гембілл Байрон Блек Александер Попп Марк Філіппуссіс |
| 26 червня 3 липня | Вімблдонський турнір London, Велика Британія Grand Slam Трава – $6,000,000 128S/64D/64X Одиночний розряд – Парний розряд Мікст           | Доналд Джонсон Кімберлі По 6–4, 7–6(7–3)           | Ллейтон Г'юїтт Кім Клейстерс | Володимир Волчков Андре Агассі   | Ян-Майкл Гембілл Байрон Блек Александер Попп Марк Філіппуссіс |

### Липень
| Тиждень  | Турнір | Чемпіони                                       | Фіналісти                                         | Півфіналісти                        | Чвертьфіналісти                                                     |
| -------- | --- | ---------------------------------------------- | ------------------------------------------------- | ----------------------------------- | ------------------------------------------------------------------- |
| 10 липня | Wideyes Swedish Open Бостад, Швеція ATP International Series Ґрунт – $375,000 – 32S/16D Одиночний розряд – Парний розряд                                   | Маґнус Норман 6–1, 7–6(8–6)                    | Андреас Вінчігерра                                | Іван Любичич Маркус Хіпфль          | Ніколас Массу Альберт Портас Джефф Таранго Магнус Густафссон        |
| 10 липня | Wideyes Swedish Open Бостад, Швеція ATP International Series Ґрунт – $375,000 – 32S/16D Одиночний розряд – Парний розряд                                   | Ніклас Культі Мікаель Тільстрем 4–6, 6–2, 6–3  | Андреа Гауденці Дієго Наргісо                     | Іван Любичич Маркус Хіпфль          | Ніколас Массу Альберт Портас Джефф Таранго Магнус Густафссон        |
| 10 липня | UBS Open Gstaad Gstaad, Швейцарія ATP International Series Ґрунт – $600,000 – 32S/16D Одиночний розряд – Парний розряд                                     | Алекс Корретха 6–1, 6–3                        | Маріано Пуерта                                    | Гастон Гаудіо Альберт Коста         | Марсело Ріос Франко Скілларі Їржі Новак (тенісист) Себастьян Грожан |
| 10 липня | UBS Open Gstaad Gstaad, Швейцарія ATP International Series Ґрунт – $600,000 – 32S/16D Одиночний розряд – Парний розряд                                     | Їржі Новак (тенісист) Давід Рікл 3–6, 6–3, 6–4 | Жером Гольмар Міхаель Кольманн                    | Гастон Гаудіо Альберт Коста         | Марсело Ріос Франко Скілларі Їржі Новак (тенісист) Себастьян Грожан |
| 10 липня | Hall of Fame Tennis Championships Ньюпорт, США ATP International Series Трава – $375,000 – 32S/31Q/16D/4Q Одиночний розряд – Парний розряд                 | Петер Весселс 7–6(7–3), 6–3                    | Єнс Кніппшильд                                    | Вейн Артурс Джейсон Столтенберг     | Марді Фіш Йонас Бйоркман Пол Голдстейн Скотт Дрейпер                |
| 10 липня | Hall of Fame Tennis Championships Ньюпорт, США ATP International Series Трава – $375,000 – 32S/31Q/16D/4Q Одиночний розряд – Парний розряд                 | Джонатан Ерліх Харел Леві 7–6(7–2), 7–5        | Кайл Спенсер Мітч Спренгелмеєр                    | Вейн Артурс Джейсон Столтенберг     | Марді Фіш Йонас Бйоркман Пол Голдстейн Скотт Дрейпер                |
| 10 липня | Davis Cup Semifinals – Bottom Half Брисбен, Австралія – grass                                                                                              | Переможці півфіналів · Австралія 5–0           | Переможені у півфіналах · Бразилія                |                                     |                                                                     |
| 17 липня | Energis Dutch Open Амстердам, Нідерланди ATP International Series Ґрунт – $400,000 – 32S/16D Одиночний розряд – Парний розряд                              | Магнус Густафссон 6–7(4–7), 6–3, 7–6(7–5), 6–1 | Рамон Слюйтер                                     | Едвін Кемпес Микола Давиденко       | Крістіан Рууд Ніколас Массу Алекс Калатрава Томас Беренд            |
| 17 липня | Energis Dutch Open Амстердам, Нідерланди ATP International Series Ґрунт – $400,000 – 32S/16D Одиночний розряд – Парний розряд                              | Серхіо Ройтман Андрес Шнейтер 4–6, 6–4, 6–1    | Едвін Кемпес Денніс ван Схеппінген                | Едвін Кемпес Микола Давиденко       | Крістіан Рууд Ніколас Массу Алекс Калатрава Томас Беренд            |
| 17 липня | Mercedes Cup Штутгарт, Німеччина ATP International Series Gold Ґрунт – $1,000,000 – 32S/16D Одиночний розряд – Парний розряд                               | Франко Скілларі 6–2, 3–6, 4–6, 6–4, 6–2        | Гастон Гаудіо                                     | Даніель Ельснер Андреу Іліє         | Їржі Новак (тенісист) Кароль Кучера Райнер Шуттлер Андрій Медведєв  |
| 17 липня | Mercedes Cup Штутгарт, Німеччина ATP International Series Gold Ґрунт – $1,000,000 – 32S/16D Одиночний розряд – Парний розряд                               | Їржі Новак (тенісист) Давід Рікл 5–7, 6–2, 6–3 | Лукас Арнольд Кер Доналд Джонсон                  | Даніель Ельснер Андреу Іліє         | Їржі Новак (тенісист) Кароль Кучера Райнер Шуттлер Андрій Медведєв  |
| 17 липня | Croatia Open Умаг, Хорватія ATP International Series Ґрунт – $400,000 – 32S/16D Одиночний розряд – Парний розряд                                           | Марсело Ріос 7–6(7–1), 4–6, 6–3                | Маріано Пуерта                                    | Богдан Уліграх Карлос Моя           | Мартін Дамм Альберто Мартін Роберто Карретеро Давід Санчес          |
| 17 липня | Croatia Open Умаг, Хорватія ATP International Series Ґрунт – $400,000 – 32S/16D Одиночний розряд – Парний розряд                                           | Алекс Лопес Морон Альберт Портас 6–1, 7–6(7–2) | Іван Любичич Ловро Зовко                          | Богдан Уліграх Карлос Моя           | Мартін Дамм Альберто Мартін Роберто Карретеро Давід Санчес          |
| 17 липня | Davis Cup Semifinals – Top Half Сантандер, Іспанія – clay                                                                                                  | Переможці півфіналів · Іспанія 5–0             | Переможені у півфіналах · Сполучені Штати Америки |                                     |                                                                     |
| 24 липня | Generali Open Кіцбюель, Австрія ATP International Series Gold Ґрунт – $750,000 – 48S/24D Одиночний розряд – Парний розряд                                  | Алекс Корретха 6–3, 6–1, 3–0 retired           | Еміліо Бенфеле Альварес                           | Франсіско Клавет Агустін Кальєрі    | Євген Кафельников Ніколас Лапентті Альберто Мартін Маріано Сабалета |
| 24 липня | Generali Open Кіцбюель, Австрія ATP International Series Gold Ґрунт – $750,000 – 48S/24D Одиночний розряд – Парний розряд                                  | Пабло Альбано Цирил Сук 6–3, 3–6, 6–3          | Джошуа Ігл Ендрю Флорент                          | Франсіско Клавет Агустін Кальєрі    | Євген Кафельников Ніколас Лапентті Альберто Мартін Маріано Сабалета |
| 24 липня | Mercedes-Benz Cup Los Angeles, США ATP International Series Тверде – $375,000 – 32S/16D Одиночний розряд – Парний розряд                                   | Майкл Чанг 6–7(2–7), 6–3 retired               | Ян-Майкл Гембілл                                  | Арно Клеман Джастін Гімелстоб       | Ліонель Ру Джейсон Столтенберг Вейн Феррейра Пол Голдстейн          |
| 24 липня | Mercedes-Benz Cup Los Angeles, США ATP International Series Тверде – $375,000 – 32S/16D Одиночний розряд – Парний розряд                                   | Пол Кілдеррі Сендон Столл walkover             | Ян-Майкл Гембілл Скотт Гамфріс                    | Арно Клеман Джастін Гімелстоб       | Ліонель Ру Джейсон Столтенберг Вейн Феррейра Пол Голдстейн          |
| 24 липня | Internazionali di Tennis di San Marino Сан-Марино (місто), Сан-Марино ATP International Series Ґрунт – $325,000 – 32S/16D Одиночний розряд – Парний розряд | Алекс Калатрава 7–6(9–7), 1–6, 6–4             | Серхі Бругера                                     | Дієго Наргісо Андрій Медведєв       | Хуліан Алонсо Карім Аламі Ян Сімерінк Їржі Ванек                    |
| 24 липня | Internazionali di Tennis di San Marino Сан-Марино (місто), Сан-Марино ATP International Series Ґрунт – $325,000 – 32S/16D Одиночний розряд – Парний розряд | Томаш Цибулець Леош Фридль 7–6(7–1), 7–5       | Гастон Етліс Джек Вейт                            | Дієго Наргісо Андрій Медведєв       | Хуліан Алонсо Карім Аламі Ян Сімерінк Їржі Ванек                    |
| 31 липня | Du Maurier Open Торонто, Ontario, Канада Tennis Masters Series Тверде – $2,450,000 – 64S/32Q/32D/8Q Одиночний розряд – Парний розряд                       | Марат Сафін 6–2, 6–3                           | Харел Леві                                        | Їржі Новак (тенісист) Вейн Феррейра | Жером Гольмар Патрік Рафтер Євген Кафельников Піт Сампрас           |
| 31 липня | Du Maurier Open Торонто, Ontario, Канада Tennis Masters Series Тверде – $2,450,000 – 64S/32Q/32D/8Q Одиночний розряд – Парний розряд                       | Себастьян Ларо Деніел Нестор 6–3, 7–6(7–3)     | Джошуа Ігл Ендрю Флорент                          | Їржі Новак (тенісист) Вейн Феррейра | Жером Гольмар Патрік Рафтер Євген Кафельников Піт Сампрас           |

### Серпень
| Тиждень             | Турнір | Чемпіони                                        | Фіналісти                      | Півфіналісти                 | Чвертьфіналісти                                                |
| ------------------- | --- | ----------------------------------------------- | ------------------------------ | ---------------------------- | -------------------------------------------------------------- |
| 7 серпня            | Cincinnati Masters Мейсон, США Tennis Masters Series Тверде – $2,950,000 – 64S/32D Одиночний розряд – Парний розряд                                 | Томас Енквіст 7–6(7–5), 6–4                     | Тім Генман                     | Арно Клеман Густаво Куертен  | Фернандо Вісенте Франко Скілларі Тодд Мартін Фабріс Санторо    |
| 7 серпня            | Cincinnati Masters Мейсон, США Tennis Masters Series Тверде – $2,950,000 – 64S/32D Одиночний розряд – Парний розряд                                 | Тодд Вудбрідж Марк Вудфорд 7–6(8–6), 6–4        | Елліс Феррейра Рік Ліч         | Арно Клеман Густаво Куертен  | Фернандо Вісенте Франко Скілларі Тодд Мартін Фабріс Санторо    |
| 14 серпня           | RCA Championships Індіанаполіс, США ATP International Series Gold Тверде – $800,000 – 48S/28D Одиночний розряд – Парний розряд                      | Густаво Куертен 3–6, 7–6(7–2), 7–6(7–2)         | Марат Сафін                    | Ллейтон Г'юїтт Тім Генман    | Вейн Феррейра Томас Енквіст Себастьян Грожан Євген Кафельников |
| 14 серпня           | RCA Championships Індіанаполіс, США ATP International Series Gold Тверде – $800,000 – 48S/28D Одиночний розряд – Парний розряд                      | Ллейтон Г'юїтт Сендон Столл 6–2, 3–6, 6–3       | Йонас Бйоркман Максим Мирний   | Ллейтон Г'юїтт Тім Генман    | Вейн Феррейра Томас Енквіст Себастьян Грожан Євген Кафельников |
| 14 серпня           | Legg Mason Tennis Classic Вашингтон, США ATP International Series Gold Тверде – $800,000 – 48S/28D Одиночний розряд – Парний розряд                 | Алекс Корретха 6–2, 6–3                         | Андре Агассі                   | Давід Пріносіл Ніколас Кіфер | Енді Роддік Байрон Блек Ян-Майкл Гембілл Вейн Артурс           |
| 14 серпня           | Legg Mason Tennis Classic Вашингтон, США ATP International Series Gold Тверде – $800,000 – 48S/28D Одиночний розряд – Парний розряд                 | Алекс О'Браєн Джаред Палмер 7–5, 6–1            | Андре Агассі Саргис Саргсян    | Давід Пріносіл Ніколас Кіфер | Енді Роддік Байрон Блек Ян-Майкл Гембілл Вейн Артурс           |
| 21 серпня           | Waldbaum's Hamlet Cup Лонг-Айленд, США ATP International Series Тверде – $415,200 – 48S/16D Одиночний розряд – Парний розряд Main Draw - Qualifying | Маґнус Норман 6–3, 5–7, 7–5                     | Томас Енквіст                  | Ріхард Крайчек Арно Клеман   | Юнес Ель-Айнауї Карлос Моя Фабріс Санторо Майкл Чанг           |
| 21 серпня           | Waldbaum's Hamlet Cup Лонг-Айленд, США ATP International Series Тверде – $415,200 – 48S/16D Одиночний розряд – Парний розряд Main Draw - Qualifying | Джонатан Старк Кевін Ульєтт 6–4, 6–4            | Ян-Майкл Гембілл Скотт Гамфріс | Ріхард Крайчек Арно Клеман   | Юнес Ель-Айнауї Карлос Моя Фабріс Санторо Майкл Чанг           |
| 28 серпня 4 вересня | Відкритий чемпіонат США з тенісу New York City, США Grand Slam Тверде – $6,834,415 128S/128Q/64D//32X Одиночний розряд – Парний розряд Мікст        | Марат Сафін 6–4, 6–3, 6–3                       | Піт Сампрас                    | Ллейтон Г'юїтт Тодд Мартін   | Арно Клеман Ріхард Крайчек Ніколас Кіфер Томас Юганссон        |
| 28 серпня 4 вересня | Відкритий чемпіонат США з тенісу New York City, США Grand Slam Тверде – $6,834,415 128S/128Q/64D//32X Одиночний розряд – Парний розряд Мікст        | Ллейтон Г'юїтт Максим Мирний 6–4, 5–7, 7–6(7–5) | Елліс Феррейра Рік Ліч         | Ллейтон Г'юїтт Тодд Мартін   | Арно Клеман Ріхард Крайчек Ніколас Кіфер Томас Юганссон        |
| 28 серпня 4 вересня | Відкритий чемпіонат США з тенісу New York City, США Grand Slam Тверде – $6,834,415 128S/128Q/64D//32X Одиночний розряд – Парний розряд Мікст        | Джаред Палмер Аранча Санчес Вікаріо 6–4, 6–3    | Максим Мирний Анна Курникова   | Ллейтон Г'юїтт Тодд Мартін   | Арно Клеман Ріхард Крайчек Ніколас Кіфер Томас Юганссон        |

### Вересень
| Тиждень    | Турнір | Чемпіони                                             | Фіналісти                         | Півфіналісти                                                           | Півфіналісти                                                           | Чвертьфіналісти                                                 |
| ---------- | --- | ---------------------------------------------------- | --------------------------------- | ---------------------------------------------------------------------- | ---------------------------------------------------------------------- | --------------------------------------------------------------- |
| 11 вересня | Gelsor Open Romania Бухарест, Румунія ATP International Series Ґрунт – $375,000 – 32S/16D Одиночний розряд – Парний розряд                                                                                                   | Жоан Бальсельс 6–4, 3–6, 7–6(7–1)                    | Маркус Ганчк                      | Марк-Кевін Гелльнер Алекс Калатрава                                    | Марк-Кевін Гелльнер Алекс Калатрава                                    | Альберт Портас Гало Бланко Альберто Мартін Фернандо Мелігені    |
| 11 вересня | Gelsor Open Romania Бухарест, Румунія ATP International Series Ґрунт – $375,000 – 32S/16D Одиночний розряд – Парний розряд                                                                                                   | Альберто Мартін Еял Ран 7–6(7–4), 6–1                | Девін Бовен Маріано Худ           | Марк-Кевін Гелльнер Алекс Калатрава                                    | Марк-Кевін Гелльнер Алекс Калатрава                                    | Альберт Портас Гало Бланко Альберто Мартін Фернандо Мелігені    |
| 11 вересня | President's Cup Ташкент, Узбекистан ATP International Series Тверде – $525,000 – 32S/16D Одиночний розряд – Парний розряд | Марат Сафін 6–3, 6–4                                 | Давіде Сангінетті                 | Жюльєн Бутте Жорж Бастл                                                | Жюльєн Бутте Жорж Бастл                                                | Джастін Гімелстоб Жером Гольмар Андрій Столяров Джеймі Дельгадо |
| 11 вересня | President's Cup Ташкент, Узбекистан ATP International Series Тверде – $525,000 – 32S/16D Одиночний розряд – Парний розряд | Джастін Гімелстоб Скотт Гамфріс 6–3, 6–2             | Маріус Барнард Роббі Куніґ        | Жюльєн Бутте Жорж Бастл                                                | Жюльєн Бутте Жорж Бастл                                                | Джастін Гімелстоб Жером Гольмар Андрій Столяров Джеймі Дельгадо |
| 18 вересня | Теніс на літніх Олімпійських іграх Сідней, Австралія Olympic Games Тверде – 64S/29D Теніс на літніх Олімпійських іграх 2000 — чоловічий одиночний турнір – Теніс на літніх Олімпійських іграх 2000 — чоловічий парний турнір | Золото                                               | Срібло                            | Бронза                                                                 | Чвертьфіналісти                                                        | Чвертьфіналісти                                                 |
| 18 вересня | Теніс на літніх Олімпійських іграх Сідней, Австралія Olympic Games Тверде – 64S/29D Теніс на літніх Олімпійських іграх 2000 — чоловічий одиночний турнір – Теніс на літніх Олімпійських іграх 2000 — чоловічий парний турнір | Євген Кафельников 7–6(7–4), 3–6, 6–2, 4–6, 6–3       | Томмі Гаас                        | Арно Ді Паскуале 7–6(7–5), 6–7(7–9), 6–3 Четверте місце Роджер Федерер | Арно Ді Паскуале 7–6(7–5), 6–7(7–9), 6–3 Четверте місце Роджер Федерер | Карім Аламі Максим Мирний Хуан Карлос Ферреро Густаво Куертен   |
| 18 вересня | Теніс на літніх Олімпійських іграх Сідней, Австралія Olympic Games Тверде – 64S/29D Теніс на літніх Олімпійських іграх 2000 — чоловічий одиночний турнір – Теніс на літніх Олімпійських іграх 2000 — чоловічий парний турнір | Себастьян Ларо Деніел Нестор 5–7, 6–3, 6–4, 7–6(7–2) | Тодд Вудбрідж Марк Вудфорд        | Арно Ді Паскуале 7–6(7–5), 6–7(7–9), 6–3 Четверте місце Роджер Федерер | Арно Ді Паскуале 7–6(7–5), 6–7(7–9), 6–3 Четверте місце Роджер Федерер | Карім Аламі Максим Мирний Хуан Карлос Ферреро Густаво Куертен   |
| 25 вересня | Campionati Internazionali di Sicilia Палермо, Італія ATP International Series Ґрунт – $375,000 – 32S/16D Одиночний розряд – Парний розряд                                                                                    | Олів'є Рохус 7–6(16–14), 6–1                         | Дієго Наргісо                     | Крістоф Рохус Серхі Бругера                                            | Крістоф Рохус Серхі Бругера                                            | Давід Санчес Жоан Бальсельс Альберто Мартін Стефан Юе           |
| 25 вересня | Campionati Internazionali di Sicilia Палермо, Італія ATP International Series Ґрунт – $375,000 – 32S/16D Одиночний розряд – Парний розряд                                                                                    | Томас Карбонелл Мартін Гарсія walkover               | Пабло Альбано Марк-Кевін Гелльнер | Крістоф Рохус Серхі Бругера                                            | Крістоф Рохус Серхі Бругера                                            | Давід Санчес Жоан Бальсельс Альберто Мартін Стефан Юе           |

### Жовтень
| Тиждень   | Турнір | Чемпіони                                             | Фіналісти                        | Півфіналісти                       | Чвертьфіналісти                                                      |
| --------- | --- | ---------------------------------------------------- | -------------------------------- | ---------------------------------- | -------------------------------------------------------------------- |
| 2 жовтня  | Salem Open Гонконг, КНР ATP International Series Тверде – $375,000 – 32S/16D Одиночний розряд – Парний розряд Main draw - Qualifying                            | Ніколас Кіфер 7–6(7–4), 2–6, 6–2                     | Марк Філіппуссіс                 | Патрік Рафтер Тім Генман           | Густаво Куертен Серхі Бругера Ніколас Лапентті Майкл Чанг            |
| 2 жовтня  | Salem Open Гонконг, КНР ATP International Series Тверде – $375,000 – 32S/16D Одиночний розряд – Парний розряд Main draw - Qualifying                            | Вейн Блек Кевін Ульєтт 6–1, 6–2                      | Домінік Хрбати Давід Пріносіл    | Патрік Рафтер Тім Генман           | Густаво Куертен Серхі Бругера Ніколас Лапентті Майкл Чанг            |
| 9 жовтня  | Japan Open Tennis Championships Tokyo, Японія ATP International Series Gold Тверде – $800,000 – 56S/28D Одиночний розряд – Парний розряд Main draw - Qualifying | Шенг Схалкен 6–4, 3–6, 6–1                           | Ніколас Лапентті                 | Домінік Хрбати Хішам Аразі         | Густаво Куертен Байрон Блек Марк Філіппуссіс Вейн Блек               |
| 9 жовтня  | Japan Open Tennis Championships Tokyo, Японія ATP International Series Gold Тверде – $800,000 – 56S/28D Одиночний розряд – Парний розряд Main draw - Qualifying | Магеш Бгупаті Леандер Паес 6–4, 6–7(1–7), 6–3        | Майкл Гілл Джефф Таранго         | Домінік Хрбати Хішам Аразі         | Густаво Куертен Байрон Блек Марк Філіппуссіс Вейн Блек               |
| 9 жовтня  | CA-TennisTrophy Відень, Австрія ATP International Series Gold Тверде (i) – $800,000 – 32S/16D Одиночний розряд – Парний розряд                                  | Тім Генман 6–4, 6–4, 6–4                             | Томмі Гаас                       | Седрік Пйолін Роджер Федерер       | Штефан Коубек Жером Гольмар Фернандо Вісенте Ріхард Крайчек          |
| 9 жовтня  | CA-TennisTrophy Відень, Австрія ATP International Series Gold Тверде (i) – $800,000 – 32S/16D Одиночний розряд – Парний розряд                                  | Євген Кафельников Ненад Зімоньїч 6–4, 6–4            | Їржі Новак (тенісист) Давід Рікл | Седрік Пйолін Роджер Федерер       | Штефан Коубек Жером Гольмар Фернандо Вісенте Ріхард Крайчек          |
| 16 жовтня | Heineken Open Shanghai Шанхай, Китайська Народна Республіка ATP International Series Тверде – $375,000 – 32S/16D Одиночний розряд – Doubles drarw               | Маґнус Норман 6–4, 4–6, 6–3                          | Шенг Схалкен                     | Майкл Чанг Алекс Калатрава         | Йонас Бйоркман Ніколас Массу Байрон Блек Ніколас Лапентті            |
| 16 жовтня | Heineken Open Shanghai Шанхай, Китайська Народна Республіка ATP International Series Тверде – $375,000 – 32S/16D Одиночний розряд – Doubles drarw               | Паул Гаргейс Шенг Схалкен 6–2, 3–6, 6–4              | Петр Пала Павел Візнер           | Майкл Чанг Алекс Калатрава         | Йонас Бйоркман Ніколас Массу Байрон Блек Ніколас Лапентті            |
| 16 жовтня | Adidas Open de Toulouse Тулуза, Франція ATP International Series Тверде (i) – $400,000 – 32S/16D Одиночний розряд – Парний розряд                               | Алекс Корретха 6–3, 6–2                              | Карлос Моя                       | Марсело Ріос Максим Мирний         | Мікаель Тільстрем Хуан Альберт Вілока Ян-Майкл Гембілл Ніколя Ескюде |
| 16 жовтня | Adidas Open de Toulouse Тулуза, Франція ATP International Series Тверде (i) – $400,000 – 32S/16D Одиночний розряд – Парний розряд                               | Жюльєн Бутте Фабріс Санторо 7–6(10–8), 4–6, 7–6(7–5) | Доналд Джонсон Піт Норвал        | Марсело Ріос Максим Мирний         | Мікаель Тільстрем Хуан Альберт Вілока Ян-Майкл Гембілл Ніколя Ескюде |
| 23 жовтня | Davidoff Swiss Indoors Базель, Швейцарія ATP International Series Килим (i) – $1,000,000 – 32S/16D Одиночний розряд – Парний розряд                             | Томас Енквіст 6–2, 4–6, 7–6(7–4), 1–6, 6–1           | Роджер Федерер                   | Ллейтон Г'юїтт Тім Генман          | Ніколя Томанн Грег Руседскі Хішам Аразі Домінік Хрбати               |
| 23 жовтня | Davidoff Swiss Indoors Базель, Швейцарія ATP International Series Килим (i) – $1,000,000 – 32S/16D Одиночний розряд – Парний розряд                             | Доналд Джонсон Піт Норвал 7–6(11–9), 4–6, 7–6(7–4)   | Роджер Федерер Домінік Хрбати    | Ллейтон Г'юїтт Тім Генман          | Ніколя Томанн Грег Руседскі Хішам Аразі Домінік Хрбати               |
| 23 жовтня | Кубок Кремля Moscow, Росія ATP International Series Килим (i) – $1,000,000 – 32S/16D Одиночний розряд – Парний розряд                                           | Євген Кафельников 6–2, 7–5                           | Давід Пріносіл                   | Марат Сафін Марк Россе             | Володимир Волчков Йонас Бйоркман Михайло Южний Ларс Бургсмюллер      |
| 23 жовтня | Кубок Кремля Moscow, Росія ATP International Series Килим (i) – $1,000,000 – 32S/16D Одиночний розряд – Парний розряд                                           | Йонас Бйоркман Давід Пріносіл 6–2, 6–3               | Їржі Новак (тенісист) Давід Рікл | Марат Сафін Марк Россе             | Володимир Волчков Йонас Бйоркман Михайло Южний Ларс Бургсмюллер      |
| 30 жовтня | Stuttgart Masters Штутгарт, Німеччина Tennis Masters Series Тверде (i) – $2,950,000 – 48S/24D Одиночний розряд – Парний розряд                                  | Вейн Феррейра 7–6(8–6), 3–6, 6–7(5–7), 7–6(7–2), 6–2 | Ллейтон Г'юїтт                   | Євген Кафельников Себастьян Грожан | Грег Руседскі Шенг Схалкен Андрей Павел Майкл Чанг                   |
| 30 жовтня | Stuttgart Masters Штутгарт, Німеччина Tennis Masters Series Тверде (i) – $2,950,000 – 48S/24D Одиночний розряд – Парний розряд                                  | Їржі Новак (тенісист) Давід Рікл 3–6, 6–3, 6–4       | Доналд Джонсон Піт Норвал        | Євген Кафельников Себастьян Грожан | Грег Руседскі Шенг Схалкен Андрей Павел Майкл Чанг                   |

### Листопад
| Тиждень      | Турнір | Чемпіони                                          | Фіналісти                   | Півфіналісти                        | Чвертьфіналісти                                                           |
| ------------ | --- | ------------------------------------------------- | --------------------------- | ----------------------------------- | ------------------------------------------------------------------------- |
| 6 листопада  | Grand Prix de Tennis de Lyon Ліон, Франція ATP International Series Килим (i) – $800,000 – 32S/16D Одиночний розряд – Парний розряд         | Арно Клеман 7–6(7–2), 7–6(7–5)                    | Патрік Рафтер               | Хішам Аразі Андре Агассі            | Густаво Куертен Томас Енквіст Рамон Слюйтер Кароль Кучера                 |
| 6 листопада  | Grand Prix de Tennis de Lyon Ліон, Франція ATP International Series Килим (i) – $800,000 – 32S/16D Одиночний розряд – Парний розряд         | Паул Гаргейс Сендон Столл 6–1, 6–7(2–7), 7–6(9–7) | Іван Любичич Джек Вейт      | Хішам Аразі Андре Агассі            | Густаво Куертен Томас Енквіст Рамон Слюйтер Кароль Кучера                 |
| 6 листопада  | St. Petersburg Open Санкт-Петербург, Росія ATP International Series Тверде (i) – $800,000 – 32S/32Q/16D/4Q Одиночний розряд – Парний розряд | Марат Сафін 2–6, 6–4, 6–4                         | Домінік Хрбати              | Йонас Бйоркман Євген Кафельников    | Райнер Шуттлер Джаред Палмер Володимир Волчков Алекс Калатрава            |
| 6 листопада  | St. Petersburg Open Санкт-Петербург, Росія ATP International Series Тверде (i) – $800,000 – 32S/32Q/16D/4Q Одиночний розряд – Парний розряд | Деніел Нестор Кевін Ульєтт 7–6(7–5), 7–5          | Сімада Томас Майлз Вейкфілд | Йонас Бйоркман Євген Кафельников    | Райнер Шуттлер Джаред Палмер Володимир Волчков Алекс Калатрава            |
| 13 листопада | Tennis Masters Series–Paris Paris, Франція Tennis Masters Series Килим (i) – $2,950,000 – 48S/24D Одиночний розряд – Парний розряд          | Марат Сафін 3–6, 7–6(9–7), 6–4, 3–6, 7–6(10–8)    | Марк Філіппуссіс            | Густаво Куертен Хуан Карлос Ферреро | Альберт Коста Давід Пріносіл Фабріс Санторо Алекс Корретха                |
| 13 листопада | Tennis Masters Series–Paris Paris, Франція Tennis Masters Series Килим (i) – $2,950,000 – 48S/24D Одиночний розряд – Парний розряд          | Ніклас Культі Максим Мирний 6–4, 7–5              | Паул Гаргейс Деніел Нестор  | Густаво Куертен Хуан Карлос Ферреро | Альберт Коста Давід Пріносіл Фабріс Санторо Алекс Корретха                |
| 20 листопада | Samsung Open Брайтон, Велика Британія ATP International Series Тверде (i) – $400,000 – 32S/18Q/16D/4Q Одиночний розряд – Парний розряд      | Тім Генман 6–2, 6–2                               | Домінік Хрбати              | Лі Хьон Тхек Володимир Волчков      | Кріс Вудруфф Ренцо Фурлан Іван Любичич Давіде Сангінетті                  |
| 20 листопада | Samsung Open Брайтон, Велика Британія ATP International Series Тверде (i) – $400,000 – 32S/18Q/16D/4Q Одиночний розряд – Парний розряд      | Майкл Гілл Джефф Таранго 6–3, 7–5                 | Пол Голдстейн Джим Томас    | Лі Хьон Тхек Володимир Волчков      | Кріс Вудруфф Ренцо Фурлан Іван Любичич Давіде Сангінетті                  |
| 20 листопада | Stockholm Open Стокгольм, Швеція ATP International Series Тверде (i) – $800,000 – 32S/16D Одиночний розряд – Парний розряд                  | Томас Юганссон 6–2, 6–4, 6–4                      | Євген Кафельников           | Маґнус Норман Себастьян Грожан      | Шенг Схалкен Йонас Бйоркман Райнер Шуттлер Андреас Вінчігерра             |
| 20 листопада | Stockholm Open Стокгольм, Швеція ATP International Series Тверде (i) – $800,000 – 32S/16D Одиночний розряд – Парний розряд                  | Марк Ноулз (тенісист) Деніел Нестор 6–3, 6–2      | Петр Пала Павел Візнер      | Маґнус Норман Себастьян Грожан      | Шенг Схалкен Йонас Бйоркман Райнер Шуттлер Андреас Вінчігерра             |
| 27 листопада | Tennis Masters Cup Лісабон, Португалія Tennis Masters Cup Тверде (i) – $3,700,000 – 8S (RR) Одиночний розряд                                | Густаво Куертен 6–4, 6–4, 6–4                     | Андре Агассі                | Марат Сафін Піт Сампрас             | Раунд Robin Алекс Корретха Ллейтон Г'юїтт Євген Кафельников Маґнус Норман |

### Грудень
| Тиждень   | Турнір | Чемпіони                                      | Фіналісти                  | Півфіналісти | Чвертьфіналісти |
| --------- | --- | --------------------------------------------- | -------------------------- | ------------ | --------------- |
| 4 грудня  | Davis Cup Final Барселона, Іспанія – clay (i)                                                                     | Іспанія 3–1                                   | Австралія                  |              |                 |
| 11 грудня | ATP Tour World Doubles Championship Бенгалуру, Індія Tennis Masters Cup Тверде – $750,000 – 8D (RR) Парний розряд | Доналд Джонсон Піт Норвал 7–6(10–8), 6–3, 6–4 | Магеш Бгупаті Леандер Паес |              |                 |

## Статистична інформація

### Рейтинги одиночного розряду
| 27 грудня 1999 | 27 грудня 1999          | 27 грудня 1999 | 27 грудня 1999 |
| Ранг           | Тенісист                | Пункти         |                |
| -------------- | ----------------------- | -------------- | -------------- |
| 1              | Андре Агассі (USA)      | 5048           |                |
| 2              | Євген Кафельников (RUS) | 3465           |                |
| 3              | Піт Сампрас (USA)       | 3024           |                |
| 4              | Томас Енквіст (SWE)     | 2606           |                |
| 5              | Густаво Куертен (BRA)   | 2601           |                |
| 6              | Ніколас Кіфер (GER)     | 2447           |                |
| 7              | Тодд Мартін (USA)       | 2408           |                |
| 8              | Ніколас Лапентті (ECU)  | 2284           |                |
| 9              | Марсело Ріос (CHI)      | 2245           |                |
| 10             | Ріхард Крайчек (NED)    | 2095           |                |
| 11             | Томмі Гаас (GER)        | 1921           |                |
| 12             | Тім Генман (GBR)        | 1920           |                |
| 13             | Седрік Пйолін (FRA)     | 1814           |                |
| 14             | Грег Руседскі (GBR)     | 1802           |                |
| 15             | Маґнус Норман (SWE)     | 1748           |                |
| 16             | Патрік Рафтер (AUS)     | 1731           |                |
| 17             | Кароль Кучера (SVK)     | 1633           |                |
| 18             | Альберт Коста (ESP)     | 1572           |                |
| 19             | Марк Філіппуссіс (AUS)  | 1570           |                |
| 20             | Вінс Спейдія (USA)      | 1542           |                |

| Рейтинг на кінець 2001 | Рейтинг на кінець 2001    | Рейтинг на кінець 2001 | Рейтинг на кінець 2001 | Рейтинг на кінець 2001 | Рейтинг на кінець 2001 | Рейтинг на кінець 2001 | Рейтинг на кінець 2001 |
| Ранг                   | Тенісист                  | Пункти                 | Турн.                  | Ранг'99                | Від                    | До                     | Зміна                  |
| ---------------------- | ------------------------- | ---------------------- | ---------------------- | ---------------------- | ---------------------- | ---------------------- | ---------------------- |
| 1                      | Густаво Куертен (BRA)     | 4195                   | 23                     | 5                      | 1                      | 7                      | ▲ 4                    |
| 2                      | Марат Сафін (RUS)         | 4120                   | 30                     | 24                     | 1                      | 38                     | ▲ 22                   |
| 3                      | Піт Сампрас (USA)         | 3385                   | 16                     | 3                      | 1                      | 4                      | ▬ =                    |
| 4                      | Маґнус Норман (SWE)       | 3110                   | 26                     | 15                     | 2                      | 14                     | ▲ 11                   |
| 5                      | Євген Кафельников (RUS)   | 2935                   | 32                     | 2                      | 2                      | 8                      | ▼ 3                    |
| 6                      | Андре Агассі (USA)        | 2765                   | 19                     | 1                      | 1                      | 8                      | ▼ 5                    |
| 7                      | Ллейтон Г'юїтт (AUS)      | 2625                   | 21                     | 25                     | 6                      | 21                     | ▲ 18                   |
| 8                      | Алекс Корретха (ESP)      | 2475                   | 25                     | 26                     | 6                      | 32                     | ▲ 18                   |
| 9                      | Томас Енквіст (SWE)       | 2210                   | 25                     | 4                      | 5                      | 12                     | ▼ 5                    |
| 10                     | Тім Генман (GBR)          | 2020                   | 26                     | 12                     | 9                      | 17                     | ▲ 2                    |
| 11                     | Марк Філіппуссіс (AUS)    | 1865                   | 23                     | 19                     | 11                     | 35                     | ▲ 8                    |
| 12                     | Хуан Карлос Ферреро (ESP) | 1840                   | 27                     | 42                     | 11                     | 45                     | ▲ 30                   |
| 13                     | Вейн Феррейра (RSA)       | 1770                   | 23                     | 53                     | 11                     | 54                     | ▲ 40                   |
| 14                     | Франко Скілларі (ARG)     | 1598                   | 27                     | 52                     | 11                     | 52                     | ▲ 38                   |
| 15                     | Патрік Рафтер (AUS)       | 1535                   | 21                     | 16                     | 13                     | 27                     | ▲ 1                    |
| 16                     | Седрік Пйолін (FRA)       | 1520                   | 24                     | 13                     | 5                      | 16                     | ▼ 3                    |
| 17                     | Домінік Хрбати (SVK)      | 1395                   | 29                     | 21                     | 13                     | 37                     | ▲ 4                    |
| 18                     | Арно Клеман (FRA)         | 1360                   | 29                     | 56                     | 17                     | 62                     | ▲ 28                   |
| 19                     | Себастьян Грожан (FRA)    | 1325                   | 28                     | 27                     | 18                     | 35                     | ▲ 8                    |
| 20                     | Ніколас Кіфер (GER)       | 1265                   | 23                     | 6                      | 4                      | 20                     | ▼ 14                   |

## Завершили кар'єру
- Ніл Брод (нар. 20 листопада 1966)
- Андрій Черкасов (нар. 4 липня 1970)
- Джим Кур'є (нар. 17 серпня 1970)
- Марсело Філіппіні (нар. 4 серпня 1967)
- Петр Корда (нар. 23 січня 1968)
- Ніклас Культі (нар. 22 квітня 1971)
- Річі Ренеберг (нар. 5 жовтня 1965)
- Хав'єр Санчес (нар. 1968)
- Марк Вудфорд (нар. 23 вересня 1965)